# Reevesville
Reevesville est une ville située dans le comté de Dorchester, dans l’État de Caroline du Sud, aux États-Unis. Lors du recensement de 2020, elle comptait 201 habitants.